# Metal (Annihilator)
Metal è il dodicesimo album in studio della thrash metal band canadese Annihilator: l'album è stato prodotto con la collaborazione di diversi artisti famosi nella scena metal, quali Angela Gossow e Michael Amott degli Arch Enemy, Jesper Strömblad degli In Flames, Alexi Laiho dei Children of Bodom e molti altri.

## Tracce
Testi e musiche di Jeff Waters.
1. Clown Parade – 5:14 – (Feat. Jeff Loomis from Nevermore)
2. Couple Suicide – 3:54 – (Feat. Danko Jones from Danko Jones & Angela Gossow from Arch Enemy)
3. Army Of One – 6:01 – (Feat. Steve Kudlow from Anvil)
4. Downright Dominate – 5:13 – (Feat. Alexi Laiho from Children Of Bodom)
5. Smothered – 5:09 – (Feat. Anders Björler from The Haunted)
6. Operation Annihilation – 5:16 – (Feat. Michael Amott from Arch Enemy)
7. Haunted – 8:05 – (Feat. Jesper Strömblad from In Flames)
8. Kicked – 5:56 – (Feat. Corey Beaulieu from Trivium)
9. Detonation – 3:54 – (Feat. Jacob Lynam from Lynam)
10. Chasing The High – 6:16 – (Feat. William Adler from Lamb of God)

Durata totale: 54:58

### Bonus Track
Nell'edizione giapponese venne aggiunta una bonus track.
1. Heavy Metal Maniac – 3:53 – (Exciter cover)

## Edizione speciale
Venne pubblicata anche un'edizione speciale del disco che conteneva in aggiunta al normale disco un secondo CD.

### Tracce CD 2
Testi e musiche di Jeff Waters.
1. Carnival Diablos – 5:06
2. Time Bomb – 4:46
3. Blackest Day – 5:06
4. My Precious Lunatic Asylum – 5:46
5. Shallow Grave (Live) – 5:04
6. Murder – 4:26
7. Tricks and Traps – 4:57
8. Refresh the Demon – 5:26
9. Ultra Paranoia – 4:28
10. King of the Kill – 3:11
11. Second to None – 0:54

Durata totale: 49:10

## Formazione
- Dave Padden - voce e chitarra ritmica
- Jeff Waters - chitarra solista
- Sandor De Bretan - basso
- Mike Mangini - batteria
  - Guest elencati prima.